# 沃帕斯航空2283號班機空難
沃帕斯航空2283号班机，是指一班由沃帕斯航空执飞，由巴西巴拉那州卡斯卡维爾機場飞往圣保罗州瓜鲁柳斯国际机场的客运航班。2024年8月9日，一架ATR 72-500执飞该航班时，在17000英尺（即5200米）的高度飞行时，因不明原因失去控制，随后陷入螺旋俯冲，最终撞地坠毁于圣保罗州维涅杜。机上58名乘客和4名機組人員共62人全部遇难。这是自1995年沃帕斯航空成立以来首起涉及人员死亡的航空事故，亦是继2007年7月巴西天马航空3054号班机空难以来，巴西发生最致命的航空事故。

## 背景

### 涉事飞机

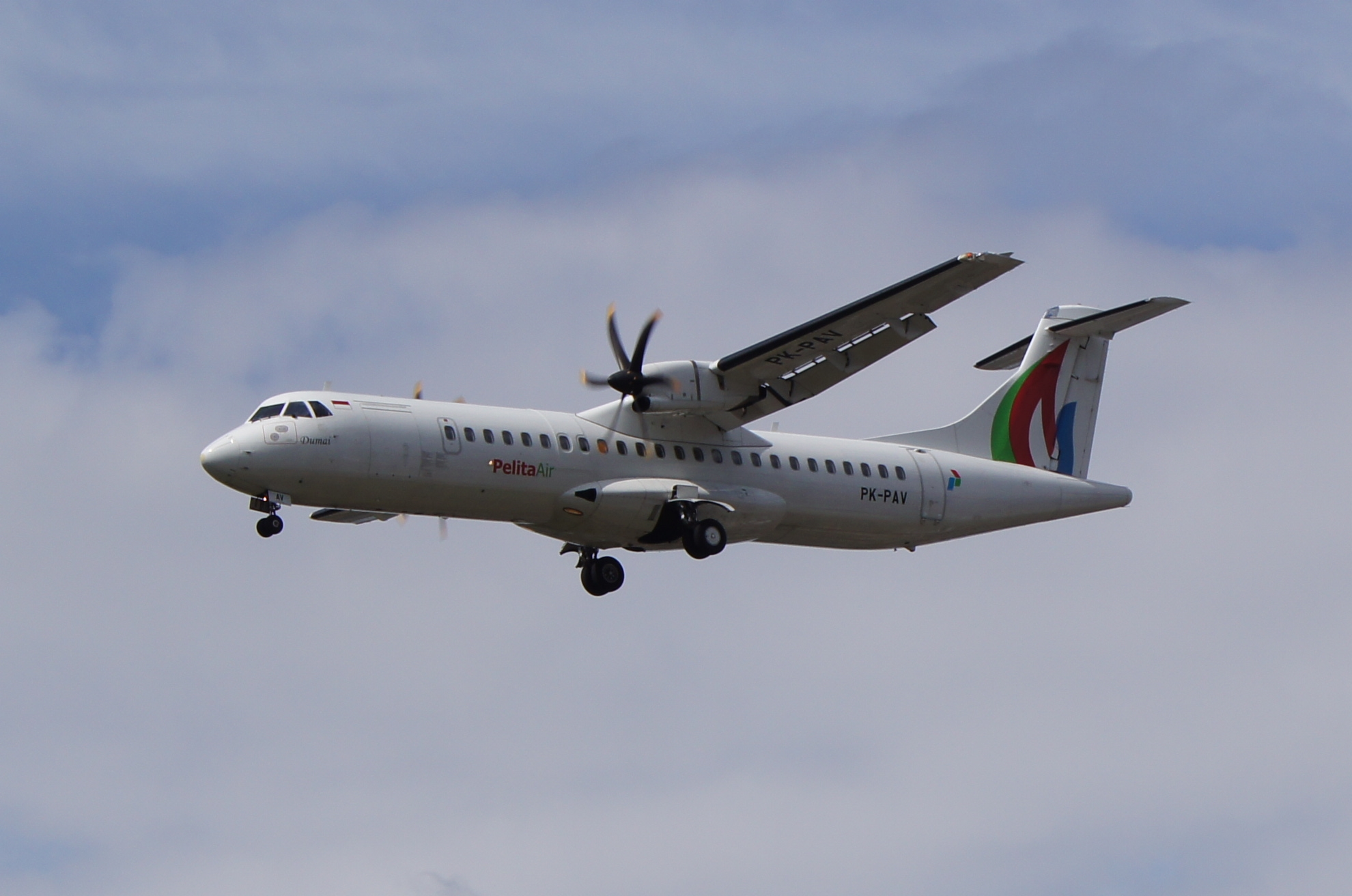
2017年拍摄的涉事航机，此时其仍服役于印尼佩利塔航空，使用注册号PK-PAV

涉事飞机的注册编号为PS-VPB，为一架機齡14年，序列號為908號的ATR 72-500型客机，它由两台普惠加拿大PW127F发动机提供动力。涉事客机曾经历多次转手：2010年7月29日，它首次以F-ORAB的注册号被交付给阿尔巴尼亚贝勒航空（Belle Air），座舱布局为Y68；2014年9月11日转交给丹麦北欧航空（Nordic aviation），注册号变更为OY-YAJ；2015年6月5日又被转交给印尼佩利塔航空（Pelita Air Service），座位布局变更为Y66，注册号变更为PK-PAV；2022年9月被沃帕斯航空买入，座位布局再次改回出厂时的Y68。

### 乘客和机组人员
巴西相关官员最终确认，涉事飛機在當天載有乘客及機組人員共62人：其中有1名葡萄牙乘客，3名委内瑞拉乘客，其余乘客及所有机组人员都是巴西人。
机组人员包括：
- 机长：达尼洛·桑托斯·罗曼诺（Danilo Santos Romano），35岁 (總飛行時數超過4500小時，曾駕駛空中客車 A320)
- 副驾驶：亨贝托·德·坎波斯·阿伦卡尔·席尔瓦（Humberto de Campos Alencar e Silva），61岁 (總飛行時數超過5000小時)
- 空服人员：黛博拉·索珀·阿维拉（Débora Soper Ávila），28岁；卢比亚·席尔瓦·德·利马（Rubia Silva de Lima），41岁[5]

至少10名乘客在卡斯卡維爾機場錯誤的登機口候機而未能登機，1名原计划登上事故客机的乘客在接受巴西媒体采访时回忆，自己因迟到而被机场工作人员拦下，最终没有登上飞机，进而逃过一劫。
| 国籍     | 乘客 | 机组 | 合计 |
| -------- | ---- | ---- | ---- |
| 巴西     | 54   | 4    | 58   |
| 葡萄牙   | 1    | 0    | 1    |
| 委內瑞拉 | 3    | 0    | 3    |
| 總計     | 58   | 4    | 62   |

## 事故
2024年8月9日，2283号班机于當地時間上午11:56从卡斯卡维尔机场起飛，原定下午13:30到達圣保罗瓜鲁柳斯-安德烈·弗朗哥·蒙托罗州长国际机场。在下午13:22分時，該飛機在巴西聖保羅州维涅杜附近，距離目的地機場大約50公里處失去雷达信号。
在坠机地点所在区域，有一条有效的SIGMET信息，警告12,000—21,000英尺（3,700—6,400）高度层存在严重积冰环境。巴西空军在一份声明中说，2283号班机没有对外宣布紧急情况。
飞机坠毁于维涅杜卡佩拉街区的一栋公寓附近，尽管最初报道声称飞机當場撞擊了多座民宅。據目擊者拍到的影片中顯示，飛機呈平螺旋状态、机头向下傾斜地墜向地面，坠机现场的影片中也显示飞机机身冒出大量火光和浓烟。，幸運的是沒有造成地面上的人員傷亡。巴西电视新闻频道GloboNews中断了巴黎奥运会的报道，並對坠机周围地区进行报道。
根據Flightradar24的数据显示，飞机当时的巡航高度为17,000英尺，地面速度为300节。巴西时间13:21:00时，飞机速度降至234节，在接下来的三秒钟内下降了300英尺。在随后的两秒钟内，飞机又上升到17,200英尺，然后在16秒内急速下降13,100英尺，最后于13:21:21与雷达失去联系。

## 調查
巴西航空事故调查和预防中心（CENIPA）已对坠机事件展开调查。CENIPA负责人马塞洛·莫里诺（Marcelo Moreno）在坠机当天表示，飛機的两个飞行记录器，即驾驶舱语音记录器（CVR）和飞行数据记录器（FDR）均已被寻获并由CENIPA保管。而遇难者的遗体已被送往坎皮纳斯法医研究所进行法律程序。
2024年9月6日，巴西航空事故调查和预防中心发布沃帕斯航空2283号班机空难的初步调查报告。报告显示，机组人员在对话时提到飞机除冰系统发生故障。飞行记录仪显示，除冰系统在飞行期间曾多次开启和关闭。

## 後續及各方反應
沃帕斯公司首席运营官馬塞爾·穆拉（Marcel Moura）表示，根據預測，飛機所飛行的高度可能會有积冰現象，但在可接受範圍內。他指出，儘管此情況在可接受範圍內，但飛機對积冰非常敏感，這可能是一個初步的原因。他還補充說，飛行前已經確認了飛機的除冰系統以及所有其他系統均正常運行。
巴西總統魯拉·達席爾瓦出席公開場合時，要求現場默哀一分鐘，並宣布全國默哀三天。
巴西當局認為，沃帕斯航空无法解决违规行为而且持續违反安全标准，不能满足飞行安全要求，巴西當局於2025年3月暂停其运营资格。